# Pauline Collins
Pauline Collins (Exmouth, Devon, 3 de septiembre de 1940), es una actriz británica de cine, teatro y televisión ganadora de un Premio BAFTA a la Mejor actriz por su trabajo en Yo amo a Shirley Valentine.

## Biografía
Collins nació en Exmouth, en el condado inglés de Devon, hija de María Honora (de soltera Callanan), una maestra de escuela, y de William Henry Collins, director de escuela. De familia originaria de Irlanda, se crio en la religión católica cerca de Liverpool. Su tío abuelo era el poeta Jeremiah Joseph Callanan.

## Premios y nominaciones
Premios Óscar
| Año  | Categoría    | Película          | Resultado |
| ---- | ------------ | ----------------- | --------- |
| 1990 | Mejor actriz | Shirley Valentine | Nominada  |